# 禁じられた遊び (山口百恵の曲)
「禁じられた遊び」（きんじられたあそび）は、1973年11月21日に発売された山口百恵の3枚目のシングル。発売元はCBS・ソニー。

## 概要
アルバム『青い果実／禁じられた遊び』からの先行シングル。担当ディレクターが川瀬泰雄になって初めての作品となった。タイトルはプロデューサーの酒井政利が考案したもの。前作「青い果実」がヒットしたことで、俗に ″青い性路線″ と呼ばれたテーマを継続することになったという。
B面の「パパは恋人」は、宇津井健とのデュエット曲で、TBS系テレビドラマ『顔で笑って』の主題歌として使用された。

## 収録曲
| 全作詞: 千家和也、全作曲: 都倉俊一。 |                    |          |            |            |
| #                                    | タイトル           | 作詞     | 作曲・編曲 | 編曲       |
| 1.                                   | 「禁じられた遊び」 | 千家和也 | 都倉俊一   | 馬飼野康二 |
| 2.                                   | 「パパは恋人」     | 千家和也 | 都倉俊一   | 高田弘     |

## 品番
- 1973年11月21日 - EP: SOLB 89（シングル）

## 関連シングル
- 1978年4月21日 - EP: 06SH 296（「GOLDEN SINGLE」 片面: 春風のいたずら）
- 1989年3月21日 - 8cmCD: 10EH 3174（「Platinum Single SERIES」 C/W: 春風のいたずら）
- 2004年5月19日 - 8cmCD: MHCL 10014（オリジナル・カラオケ、「青い果実／禁じられた遊び」 初回紙ジャケ仕様盤）

## 関連作品
- 禁じられた遊び
  - 青い果実／禁じられた遊び - セカンドアルバム
  - 山口百恵ヒット全曲集 -1974年版-
  - Best of Best 山口百恵のすべて
  - 33 SINGLES MOMOE
  - 山口百恵ベスト・コレクション
  - 百恵復活
  - 山口百惠ベスト・コレクション〜横須賀ストーリー〜
  - 百惠辞典
  - ベスト・セレクション Vol.1
  - 2000 BEST 山口百恵 ベスト・コレクション
  - GOLDEN☆BEST 山口百恵 PLAYBACK MOMOE part2
  - MOMOE PREMIUM
  - Complete MOMOE PREMIUM
  - 山口百恵ベスト・コレクション VOL.1
  - コンプリート百恵伝説
  - GOLDEN☆BEST 山口百恵 コンプリート・シングルコレクション

- 禁じられた遊び（ライブ音源）
  - 百恵ライブ -百恵ちゃん祭りより-
  - 伝説から神話へ -BUDOKAN…AT LAST-
  - MOMOE LIVE PREMIUM

- パパは恋人
  - 百惠辞典
  - 百恵・アクトレス伝説
  - MOMOE PREMIUM
  - Complete MOMOE PREMIUM
  - コンプリート百恵伝説

## 参考資料
- 川瀬泰雄『プレイバック 制作ディレクター回想記』学研マーケティング、2011年2月。ISBN 978-4054047259。